# Platychelus caffer
Platychelus caffer är en skalbaggsart som beskrevs av Karl Henrik Boheman 1857. Platychelus caffer ingår i släktet Platychelus och familjen Melolonthidae. Inga underarter finns listade i Catalogue of Life.